# Campionat d'Espanya de trial 1977
La temporada de 1977 del Campionat d'Espanya de trial fou la 10a edició d'aquest campionat, organitzat per la Reial Federació Motociclista Espanyola. El calendari oficial constava de 8 proves puntuables, celebrades entre el 30 de gener i el 13 de novembre. 6 de les proves programades es disputaren als Països Catalans: Trial de Reis (30 de gener), Trial de Prats de Lluçanès (6 de febrer), Trial de Gallifa (27 de març), Trial de València (17 d'abril), Trial d'Ibi (16 d'octubre) i Trial de Cambrils (13 de novembre).

## Classificació final
| Posició | Pilot            | Motocicleta | Punts |
| ------- | ---------------- | ----------- | ----- |
| 1       | Manuel Soler     | Bultaco     | 100   |
| 2       | Jaume Subirà     | Montesa     | 95    |
| 3       | Quico Payà       | OSSA        | 54    |
| 4       | Martí Terra      | Bultaco     | 51    |
| 5       | Albert Juvanteny | OSSA        | 50    |
| 6       | Xavier Cucurella | Bultaco     | 41    |
| 7       | Miquel Cirera    | Montesa     | 39    |
| 8       | Daniel Llobet    | Montesa     | 27    |
| 9       | Alfons Soler     | Bultaco     | 27    |
| 10      | Pere Soler       | Bultaco     | 22    |

## Classificació per marques
| Posició | Marca   | Punts |
| ------- | ------- | ----- |
| 1       | Bultaco | 104   |
| 2       | Montesa | 101   |
| 3       | OSSA    | 75    |

## Categories inferiors

### Trofeu Sènior
| Posició | Pilot        | Motocicleta | Punts |
| ------- | ------------ | ----------- | ----- |
| 1       | Pere Ollé    | Montesa     | 73    |
| 2       | Josep Jo     | Montesa     | 67    |
| 3       | Joaquim Abad | OSSA        | 41    |

### Copa Júnior Superior 75cc
| Posició | Pilot            | Motocicleta | Punts |
| ------- | ---------------- | ----------- | ----- |
| 1       | Toni Gorgot      | OSSA        | 84    |
| 2       | Josep Casademont | OSSA        | 71    |
| 3       | Gaspar Batlle    | Bultaco     | 38    |

### Copa Júnior 75cc
- Categoria declarada deserta en no haver-se celebrat el mínim establert de 5 proves.